# Jean-Marie Ellenberger
Jean-Marie Ellenberger (* 20. April 1913 in Genf; † 13. September 1988 ebenda) war ein Schweizer Architekt.

## Berufsbiografie
Ellenberger studierte bis 1931 an der École supérieure technique in Genf, an der er das Bautechniker-Diplom erwarb, schloss daran bis 1933 ein Architekturstudium an der dortigen École des Beaux-Arts an. Einen Hochschulabschluss in Mathematik bekam er 1934 an der Genfer Universität. Er setzte seine Studien 1935 in Paris fort, wo er zudem ein Praktikum bei Le Corbusier absolvierte, und 1936 in Zürich.
Ellenberger, der in Genf 1938 ein eigenes Büro eröffnete, nahm erfolgreich an zahlreichen Wettbewerben teil, so bereits 1934 zusammen mit Hoechel am Ideenwettbewerb für die Gestaltung der Place des Nations am Völkerbundpalast, wo er den 1. Preis gewann. Während des Zweiten Weltkriegs gewann er nach einem Auftrag für die Gestaltung der Genfer Universitätsaula auch den ersten Preis im Ideenwettbewerb für einen schiffbaren Verkehrsweg vom Genfersee zur Rhône. In dieser Zeit war Ellenberger unter anderem auch Chefredakteur der Westschweizer Fachzeitschrift Vie, art, cité, die von 1938 bis 1952 erschien.
Ab 1945 zog Jean-Marie Ellenberger aufgrund einer Tuberkuloseerkrankung wegen des Klimas ins Wallis, wo er ein Büro eröffnete. In Crans-Montana prägen mehrere seiner Bauten das Ortsbild, darunter viele Einfamilienhäuser und Chalets, aber auch die Berner Klinik (1947–48) und das modernistische Hotel Tour Super-Crans (1964–68).
Als Kirchenbauer entwarf er die katholische Pfarrei von Chermignon (1951 bis 1953), von Tubize (Belgien, 1957 bis 1958), von Verbier (1959 bis 1968) und von Sierre (1960 bis 1963), die Kirche Sainte-Jeanne-de-Chantal in Genf (1967 bis 1969) sowie die Kapelle des Couvent des Ursulines in Sion.
Ellenbergers Karriere war über Jahrzehnte mit dem Genfer Flughafen verknüpft: 1947/48 wurde beim Ausbau des damals 25 Jahre alten einfachen Flugplatzes das Flughafengebäude nach seinen Plänen gebaut (zusammen mit Jean Camoletti), ein Gebäude, das er 1962 bis 1968 grundlegend erweiterte. Für den dortigen Kontrollturm, der zu seinem Spätwerk gehört (1980 bis 1984, gemeinsam mit Jean-Jacques Gerber, François Mentha, Daniel Rosset), gewann er unter anderem den Europäischen Stahlbaupreis.
Neben den Bauten in seiner Heimat Genf und denen seines späteren Lebensmittelpunkts, dem Wallis, waren weitere lokale Werkschwerpunkte Sanatorien, Hotels, Restaurants, Geschäftshäuser und Luxuswohnbauten in Belgien, in Argentinien und in Westafrika.

## Belege
1. ↑  Concours d'idées destinées à arrêter l'aménagement. In: Bulletin technique de la Suisse romande. Band 60, Nr. 17, 1934, S. 196–198 (e-periodica.ch).
2. ↑  François Fosca: Chronique romande. In: Bund Schweizer Architekten (Hrsg.): Das Werk. Band 31, Nr. 3, 1944, S. XXV-XXVI (e-periodica.ch [abgerufen am 2. September 2013]).
3. ↑  Die neue Bernische Volkheilstätte Montana : Architekten J. Ellenberger und A. Perraudin, Sitten. In: Das Werk. Band 41, Nr. 5, 1954, doi:10.5169/seals-31721.
4. ↑  Crans-Montana. Une cité à la montagne. (PDF; 550 kB) In: Schweizer Heimatschutz. Archiviert vom Original (nicht mehr online verfügbar) am 28. Januar 2016; abgerufen am 2. September 2013.  Info: Der Archivlink wurde automatisch eingesetzt und noch nicht geprüft. Bitte prüfe Original- und Archivlink gemäß Anleitung und entferne dann diesen Hinweis.
5. ↑  Marie Claude Morand: Architectures contemporaines en Valais: 1960-1980. In: Ingénieurs et architectes suisses. Band 110, Nr. 26, 1984, S. 430, doi:10.5169/seals-75367.
6. ↑  Le Christ-de-Fer par Jacques Debacker. In: Musée de la Porte, Tubize. Archiviert vom Original (nicht mehr online verfügbar) am 28. August 2011; abgerufen am 2. September 2013.  Info: Der Archivlink wurde automatisch eingesetzt und noch nicht geprüft. Bitte prüfe Original- und Archivlink gemäß Anleitung und entferne dann diesen Hinweis.
7. ↑  A. Bodmer: Der Flughafen Genf-Cointrin. In: Schweizerische Bauzeitung. Band 126, 1945, S. 237–242, doi:10.5169/seals-83755.
8. ↑  F. Quétant: Projet d'aérogare. In: Das Werk. Band 32, Nr. 5, 1945, S. 156–163, doi:10.5169/seals-25675.
9. ↑  François Neyroud: La nouvelle tour de contrôle de l'aéroport de Genève-Cointrin. In: Ingénieurs et architectes suisses. Band 111, Nr. 15–16, 1985, S. 285–287, doi:10.5169/seals-75645.

| Personendaten    | Personendaten           |
| ---------------- | ----------------------- |
| NAME             | Ellenberger, Jean-Marie |
| KURZBESCHREIBUNG | Schweizer Architekt     |
| GEBURTSDATUM     | 20. April 1913          |
| GEBURTSORT       | Genf                    |
| STERBEDATUM      | 13. September 1988      |
| STERBEORT        | Genf                    |